# Communauté de communes Cœur de Maurienne
La Communauté de communes Cœur de Maurienne est une ancienne intercommunalité française située dans le département de la Savoie en région Rhône-Alpes.
Elle fusionne en 2017 avec la Communauté de communes de l'Arvan pour former Communauté de communes Cœur de Maurienne Arvan.

## Géographie
La communauté de communes Cœur de Maurienne se situe au sud du département de la Savoie, au centre de la Vallée de la Maurienne, à la limite sud du Parc national de la Vanoise. Son altitude varie entre 464 mètres à Pontamafrey-Montpascal et 2 926 mètres sur la commune de Montricher-Albanne.

## Histoire
La Communauté de communes Cœur de Maurienne a été créée par un arrêté préfectoral du 13 décembre 2001. Elle a succédé à une structure intercommunale plus ancienne : Le District de Moyenne Maurienne dont la création date du 2 octobre 1987.

## Composition
L'intercommunalité regroupe les 8 communes suivantes :
| Nom                             | Code Insee | Gentilé        | Superficie (km2) | Population (dernière pop. légale) | Densité (hab./km2) |
| ------------------------------- | ---------- | -------------- | ---------------- | --------------------------------- | ------------------ |
| Saint-Jean-de-Maurienne (siège) | 73248      | Mauriennais    | 11,51            | 7 889 (2014)                      | 685                |
| Hermillon                       | 73135      | Hermillonins   | 14,06            | 569 (2014)                        | 40                 |
| Le Châtel                       | 73080      | Châtelains     | 15,31            | 195 (2014)                        | 13                 |
| Montricher-Albanne              | 73173      | Montrichelains | 27,99            | 533 (2014)                        | 19                 |
| Montvernier                     | 73177      | Vargnerins     | 6,68             | 225 (2014)                        | 34                 |
| Pontamafrey-Montpascal          | 73203      | Pontains       | 11,59            | 318 (2014)                        | 27                 |
| Saint-Julien-Mont-Denis         | 73250      | Saint-Glenains | 33,04            | 1 632 (2014)                      | 49                 |
| Villargondran                   | 73320      | Gondranniens   | 6,12             | 877 (2014)                        | 143                |

## Démographie
| 1968   | 1975   | 1982   | 1990   | 1999   | 2010   |
| ------ | ------ | ------ | ------ | ------ | ------ |
| 12 060 | 12 915 | 12 870 | 12 699 | 12 287 | 11 820 |

### Pyramide des âges
| Hommes | Classe d’âge | Femmes |
| ------ | ------------ | ------ |
| 0,4    | 90 ans ou +  | 1,5    |
| 8,2    | 75 à 89 ans  | 12,2   |
| 15,9   | 60 à 74 ans  | 16,7   |
| 21,9   | 45 à 59 ans  | 21,3   |
| 19,7   | 30 à 44 ans  | 18,1   |
| 16,0   | 15 à 29 ans  | 14,1   |
| 18,0   | 0 à 14 ans   | 16,1   |

| Hommes | Classe d’âge | Femmes |
| ------ | ------------ | ------ |
| 0,4    | 90 ans ou +  | 1,1    |
| 6,3    | 75 à 89 ans  | 9,5    |
| 13,8   | 60 à 74 ans  | 14,7   |
| 20,9   | 45 à 59 ans  | 20,4   |
| 21,2   | 30 à 44 ans  | 20,2   |
| 18,2   | 15 à 29 ans  | 16,5   |
| 19,4   | 0 à 14 ans   | 17,5   |

## Administration

### Statut
Le regroupement de communes a dès sa création pris la forme d’une communauté de communes. L’intercommunalité est enregistrée au répertoire des entreprises sous le code SIREN 247 300 346. Son activité est enregistrée sous le code APE 8411Z

### Présidents
| Période                                  | Période  | Identité        | Étiquette | Qualité                          |
| ---------------------------------------- | -------- | --------------- | --------- | -------------------------------- |
| 2001                                     | 2008     | Marc Tournabien | PS        | Maire de Saint-Julien-Mont-Denis |
| 2008                                     | en cours | Yves Durbet     | UMP       | Maire d'Hermillon                |
| Les données manquantes sont à compléter. |          |                 |           |                                  |

### Conseil communautaire
À la suite de la réforme des collectivités territoriales de 2013, les conseillers communautaires dans les communes de plus de 1 000 habitants sont élus au suffrage universel direct en même temps que les conseillers municipaux. Dans les communes de moins de 1 000 habitants, les conseillers communautaires seront désignés parmi le conseil municipal élu dans l'ordre du tableau des conseillers municipaux en commençant par le maire puis les adjoints et enfin les conseillers municipaux. Les règles de composition des conseils communautaires ayant changé, celui-ci comptera à partir de mars 2014 trente-cinq conseillers communautaires qui sont répartis comme suit : 
| Nombre de conseillers | Communes                                         |
| --------------------- | ------------------------------------------------ |
| 14                    | Saint-Jean-de-Maurienne                          |
| 6                     | Saint-Julien-Mont-Denis                          |
| 3                     | Hermillon, Montricher-Albanne et Villargondran   |
| 2                     | Le Châtel, Montvernier et Pontamafrey-Montpascal |

### Bureau
Le conseil communautaire élit un président et des vice-présidents. Ces derniers, avec d'autres membres du conseil communautaire, constituent le bureau. Le conseil communautaire délègue une partie de ses compétences au bureau et au président. 

### Compétences
Les actions qu'entreprend la Communauté de communes Confluences sont celles que les communes ont souhaité lui transférer. Ces dernières sont définies dans ses statuts.
- L'enfance
- L'habitat
- La jeunesse
- Le développement économique
- Les espaces naturels et le développement durable
- Les technologies de l'information et de la communication
- Les transports
- Le Centre nautique

#### Transports
La Communauté de Communes "cœur de maurienne" gère le réseau de bus "cœur de maurienne bus". Les bus circulent du lundi au samedi (hors jours fériés) de 7h30 à 19h30 environ. Certaines lignes et certains arrêts fonctionnent avec le système "à la demande" (TàD) : il suffit de réserver la veille de son trajet avant 16h.
8 lignes existent : 
- Ligne 1 : circulaire ;
- Ligne 2 : transversale ;
- Ligne 3 : Clapeys- Ste Claire Deville ;
- Ligne 4 : Villargondran ;
- Ligne 5 : Saint-Julien-Mont-Denis
- Ligne 6 : L'Adret
- Ligne 7 : Tilleret – Panorama – Saint-Jean-de-Maurienne (TàD) ;
- Ligne 8 : Le Bochet.

### Identité visuelle
| Logotype de la Communauté de communes Cœur de Maurienne. | la Communauté de communes Cœur de Maurienne s’est dotée d’un logotype. |